# Grande moschea di Cordova
La Grande moschea di Cordova, oggi Cattedrale di Nostra Signora dell'Assunzione, è una delle principali espressioni dell'arte moresco-islamica e dell'architettura gotica e rinascimentale dell'Andalusia. È con l'Alhambra di Granada, l'Alcázar di Siviglia, la Aljafería di Saragozza e la Giralda di Siviglia la più prestigiosa testimonianza della presenza islamica in Spagna dall'VIII secolo al XIII secolo. È una delle più grandi chiese del mondo e la cattedrale più grande per superficie interna.

## Storia

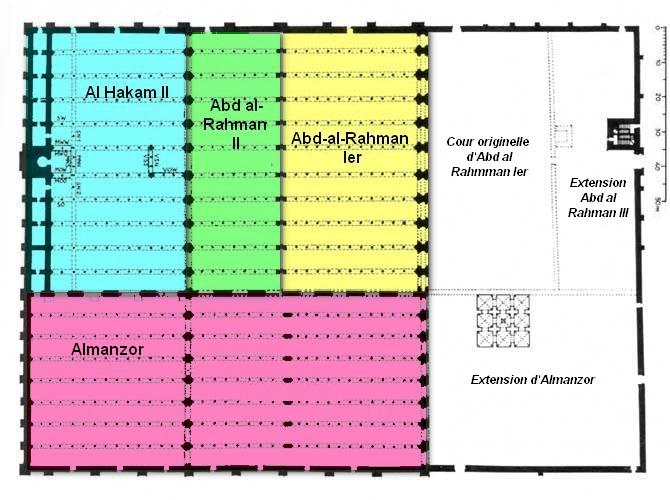
Pianta della moschea prima dell'impianto della chiesa
con nomi dei committenti.

### Le origini
La costruzione sorge sul sito in cui si ergeva l'antica chiesa visigotica di San Vincenzo, non lontana dal Guadalquivir. Gli scavi archeologici diretti dall’architetto Félix Hernández nel 1930 confermarono l’esistenza nel sottosuolo della Moschea-Cattedrale di un complesso episcopale databile tra il secolo IV e VI. Furono portati alla luce i resti archeologici della basilica visigotica dedicata a San Vincenzo Martire, della sede episcopale e del seminario.
Quando i musulmani occuparono Cordova nel 756 la chiesa fu inizialmente suddivisa e utilizzata contemporaneamente da musulmani e cristiani.
Successivamente l'emiro ʿAbd al-Raḥmān I fece demolire la chiesa cristiana e intraprese la costruzione della grande moschea.

### La moschea
L'edificio iniziale, cominciato nel 785 da ʿAbd al-Raḥmān I, comprendeva un cortile quadrato (il patio de los naranjos) circondato da un muro di cinta sul quale si apriva in tutto il suo splendore la sala di preghiera, di forma rettangolare, composta da undici navate, ciascuna avente dodici arcate, disposte di fronte al cortile. Le navate erano separate da eleganti colonne di marmo di diversa provenienza (tra cui edifici romani a Cordova e la preesistente chiesa visigota).
In modo eclettico i costruttori islamici presero dai Bizantini l'idea dei mosaici, dagli Egizi la sala a colonne, dai Visigoti l'arco a ferro di cavallo, dall'architettura romana dell'acquedotto di Segovia gli archi sovrapposti nei quali videro la stilizzazione dei rami di palma, così da costruire la moschea come un gigantesco palmeto di pietra (856 colonne in un rettangolo di 175 metri per 135). La selva di colonne crea "ritmici allineamenti e fughe a perdita d'occhio, cadenzati giochi di profondità, mutevoli e sempre esatte prospettive geometriche, congeniali ad un popolo che inventò l'algebra".
Hishām I fece realizzare parecchie ristrutturazioni interne: le gallerie destinate alle donne che venivano a pregare e una vasca per le abluzioni.
La Moschea fu ingrandita più volte dai successori di ʿAbd al-Raḥmān I (ʿAbd al-Raḥmān II 833-48; al-Ḥakam II 962-966; ʿAbd al-Raḥmān III 929-958; Almanzor 988), finendo per coprire 23.000 m² e diventare la più grande moschea del tempo e seconda solo dopo l'edificazione di quella di Sāmarrāʾ, capitale abbaside pro tempore.

#### Ampliamenti di ʿAbd al-Raḥmān II e al-Ḥakam II

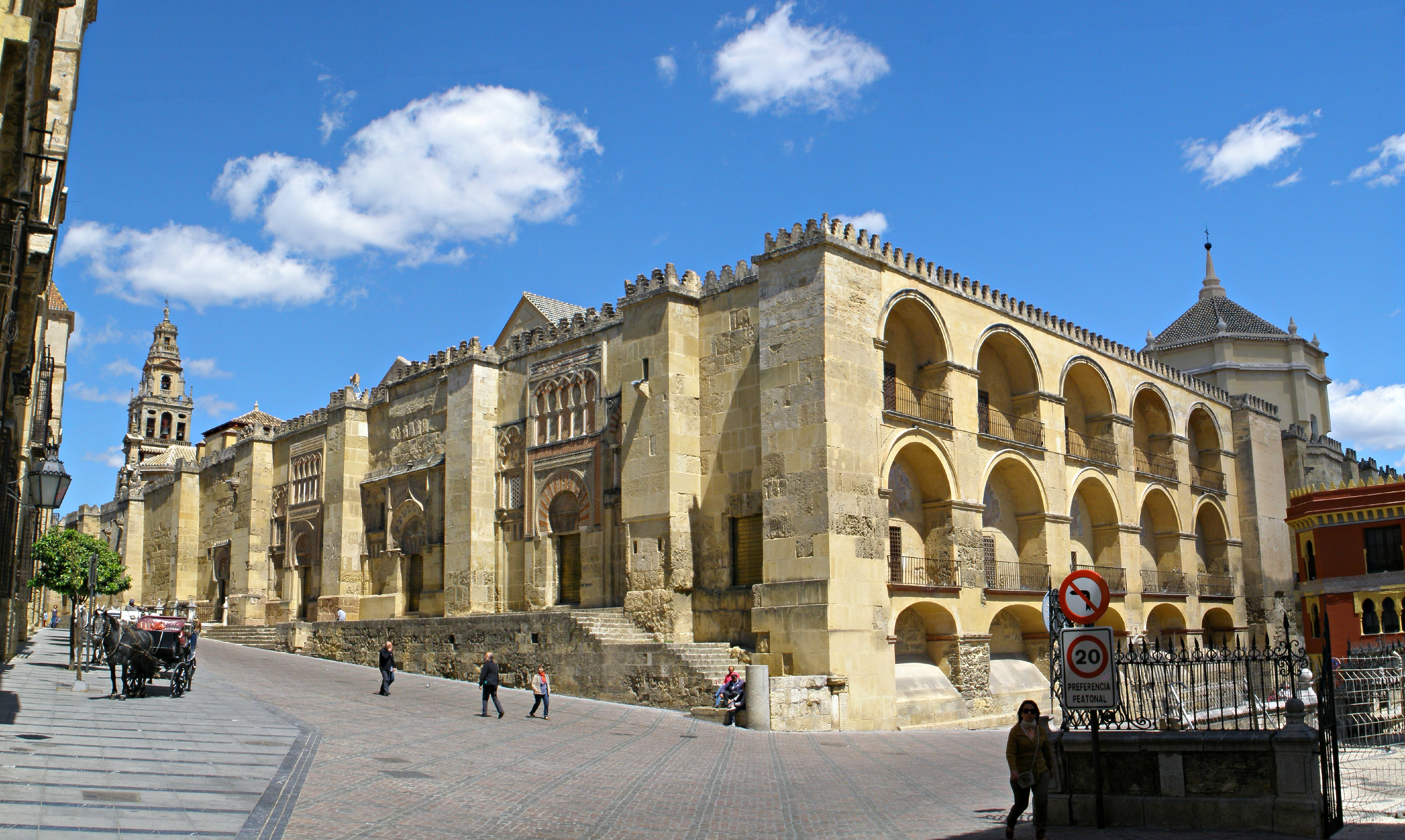
Muro esterno della qibla.

La lunghezza delle arcate fu raddoppiata da ʿAbd al-Raḥmān II nell'848 e allungata un'ultima volta da al-Ḥakam II nel 961. In entrambi i casi l'allungamento delle navate avvenne sul lato opposto all'entrata principale e per questo motivo il miḥrāb, anch'esso collocato sul quel lato, dovette essere ogni volta ricostruito. Quello attuale, montato con l'aiuto di artisti bizantini, è un'enorme cupola monolitica a forma di conchiglia, in marmo bianco superbamente decorato; ai lati del mihrab si trovava lo spazio detto maksurah, che durante i momenti di culto era riservata al califfo e ai suoi cortigiani. La sala di preghiera terminante nel mihrab, detta kebla, era anche nota come capilla del Zancarron - ossia cappella del grande piede - per via della presenza di un osso, attribuito a Maometto, ivi conservato.

Il miḥrāb non è orientato verso la Kaʿba della Mecca (quindi a SE) ma verso sud e, per salvarlo dall'accusa di un così corposo errore, la leggenda vuole che ʿAbd al-Raḥmān, nostalgico della città di Damasco da cui era stato cacciato dagli Abbasidi, avesse voluto appositamente orientare il miḥrāb della moschea di Cordoba nella stessa direzione di quello della moschea di Damasco. Spiegazione però del tutto inverosimile perché è dovere di ogni orante musulmano rivolgersi verso la Kaʿba nel corso della sua salat obbligatoria quotidiana. 

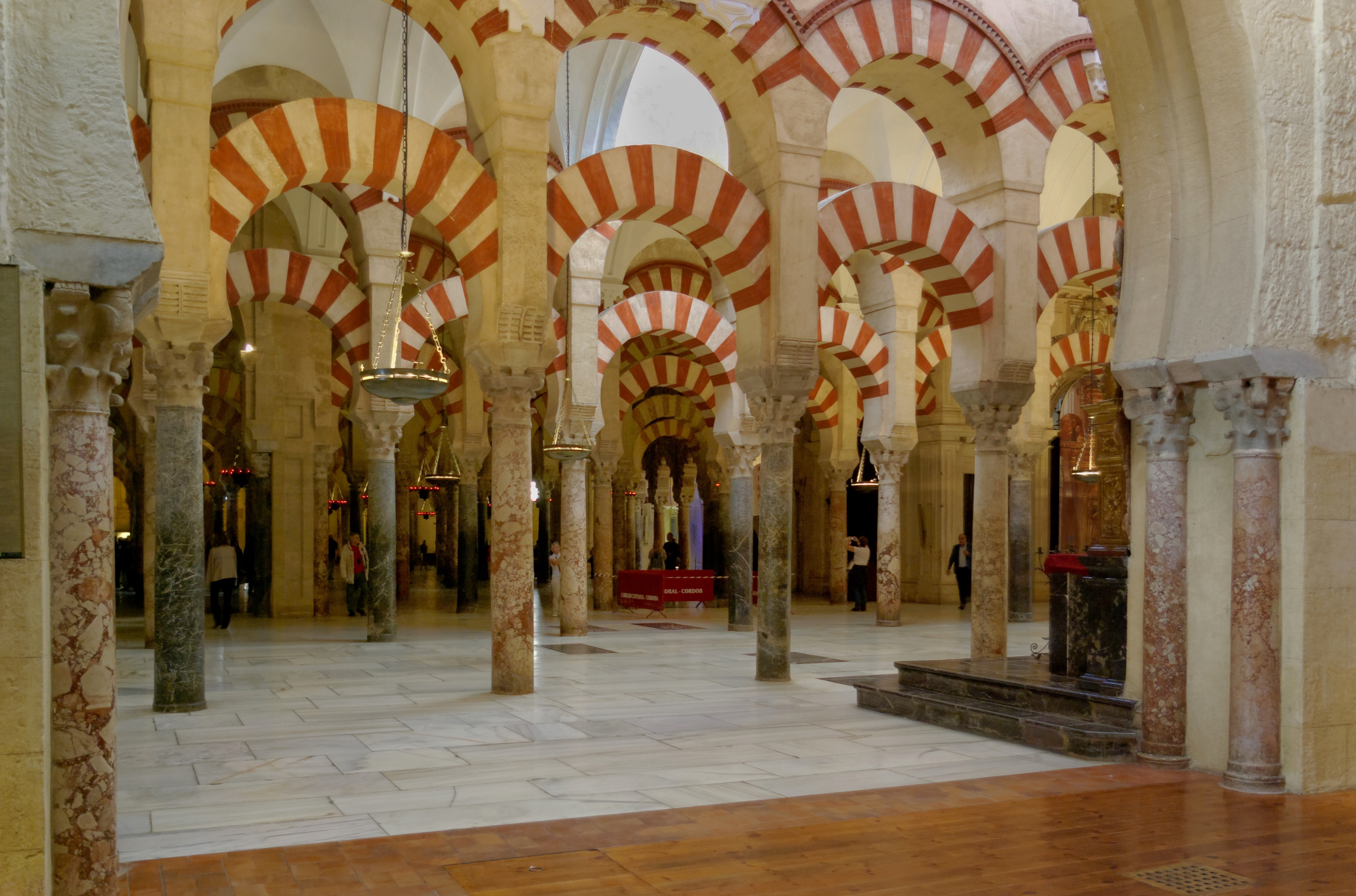
Colonne ed archi della moschea.

#### Ampliamento di Almanzor

Moneta da 2 € dedicata alla grande moschea

L’ultimo degli ampliamenti del periodo islamico viene realizzato sul finire del X secolo dall'hajib Almanzor. Per dimostrare il suo potere e per far fronte alla continua crescita demografica di Cordoba l’Hajib decide di realizzare il più esteso intervento di ampliamento coinvolgendo sia l’edificio di culto che il patio. A differenza di quelli che l’hanno preceduto questo intervento non si sviluppa verso meridione a causa della vicinanza del Guadalquivir. L’espansione, che porta alla costruzione di otto nuove navate, verrà pertanto realizzata sul lato orientale, dando luogo all'odierna forma rettangolare.
Il mihrāb fu collocato in una posizione centrale. In quel momento la moschea contava 1293 colonne.
Nel 2010 la zecca spagnola ha dedicato una moneta commemorativa da 2 euro alla grande moschea di Cordova.

### La cattedrale

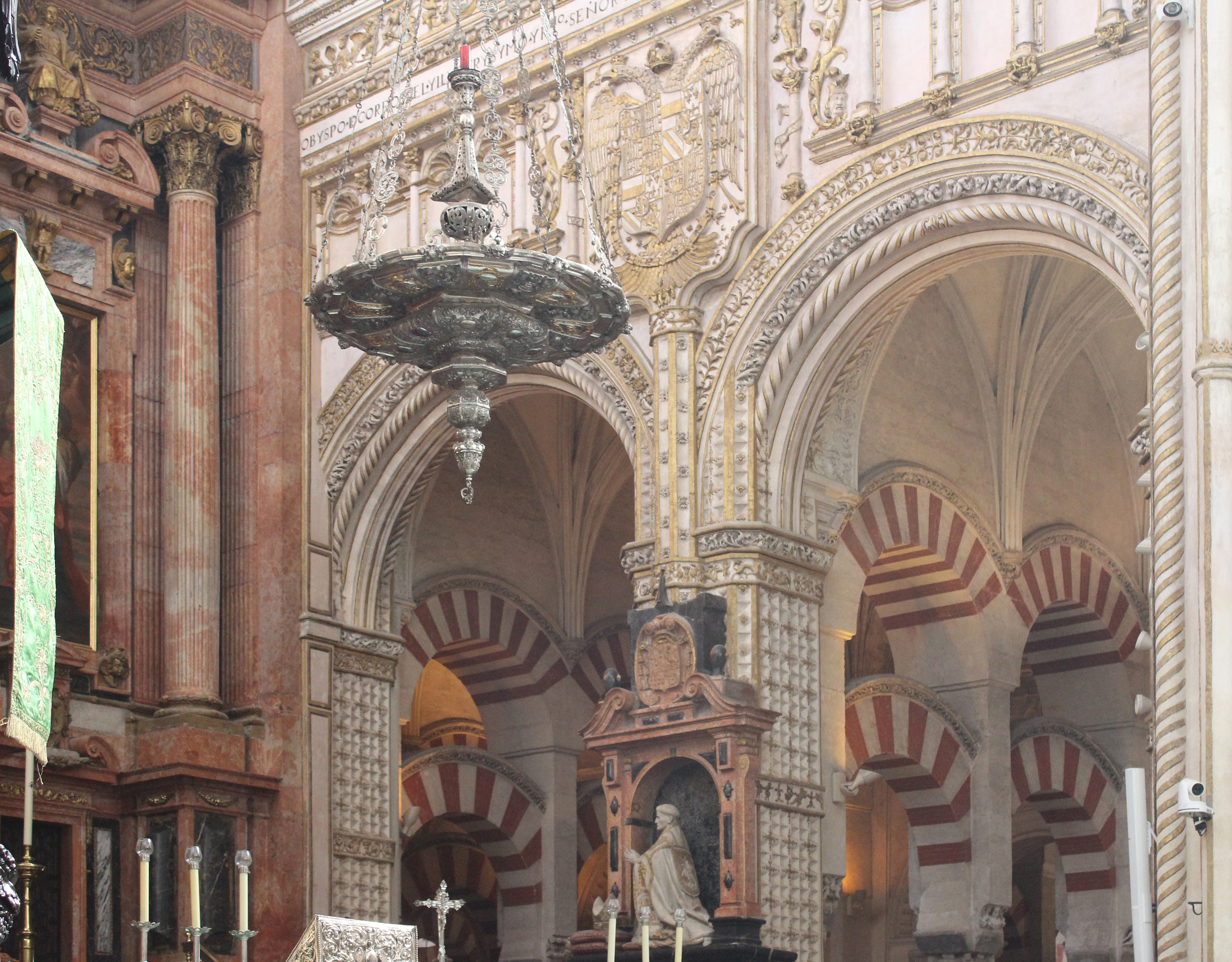
Architettura cristiana e moresca fianco a fianco

Quando Cordova fu riconquistata dai cristiani di Ferdinando III di Castiglia, nel 1236, la moschea fu convertita in cattedrale e dedicata a Maria Assunta. L'apertura tra il cortile e la sala di preghiera fu murata, conservando una sola porta d'entrata (la Puerta de las Palmas, che nel 1531 fu arricchita da alcune statue che ricordano la particolare dedicazione della chiesa). Inoltre vennero abbattute alcune file di colonne per lasciar libero lo spazio per la Cappella Reale (1371), decorata con stucchi mudéjar.

#### IlCrucero
Nel XVI secolo il clero di Cordova decise di dotare la città di un edificio molto più sontuoso e alla moda del tempo. Il progetto consisteva nella demolizione di una parte importante del centro dell'edificio, rompendo la prospettiva della foresta di colonne, e l'inserimento al suo posto di una cattedrale cristiana (il Crucero). Il progetto fu inizialmente contrastato e oggetto di forti polemiche e soltanto dopo l'intercessione dell'imperatore Carlo V ne fu avviata la costruzione. I lavori, curati dalla famiglia di architetti Hernán Ruiz, durarono dal 1523 al 1599, e comportarono la realizzazione di una navata in stile plateresco, ben più alta del resto della struttura e sormontata da una cupola dalla sezione ovale.
Il risultato è una architettura riccamente decorata che fonde gli stili gotico, rinascimentale e barocco, ma che può far rimpiangere la perduta unitarietà dell'originaria costruzione arabo-islamica. È riportato da J. B. Alderete che lo stesso Carlo V successivamente disse: «Avete costruito qualcosa che si può vedere ovunque, distruggendo qualcosa che invece era unico al mondo». In ogni caso, fu probabilmente grazie all'inserimento della chiesa che l'edificio poté salvarsi da ulteriori amputazioni.

## Descrizione

### Esterno
Esternamente, la struttura si presenta al giorno d'oggi con la forma di un grande quadrilatero di circa 180 m di lunghezza per 130 m di larghezza. L'interno, diviso da 19 navate longitudinali e 36 trasversali, è una foresta di 856 colonne sormontate da capitelli in stili diversi, realizzate in materiali provenienti da diverse aree Mediterranee. Sulle colonne si appoggiano delle arcate doppie in mattoni e pietra bianca (sovrapposte l'una sull'altra con uno spazio intermedio) che permettono di avere un soffitto molto alto e donano all'edificio un'impressione di leggerezza.
Le mura esterne sul lato settentrionale sono aperte dalla porta detta del perdono (1377), dotata di tre archi in stile arabo. A destra di questa porta, accanto al muro di cinta, si trova la torre campanaria detta Alminar, costruita come campanile tra il 1593 e il 1664 sul lato opposto rispetto a quello che ospitava la sala di preghiera dei musulmani. La torre si eleva per 93 m di altezza, in cima alla quale è collocata una statua dorata raffigurante San Raffaele. Sullo stesso lato delle mura, una nicchia di devozione popolare ospita un quadro di Romero de Torres (1928), opera dedicata alla Virgen de los Faroles.

### Patio degli aranci (Patio de los Naranjos)
Il patio de los Naranjos si trova nella parte settentrionale della cattedrale che fungeva da luogo delle abluzioni della moschea di Abderramán I. Il patio è stato ampliato durante le diverse tappe della costruzione. Deve il suo nome ai 98 alberi di aranci che si trovano al suo interno piantati sul finire del secolo XVIII. Tra le fontane ospitate nel patio, una vasca del X secolo.
Il patio è un grande giardino chiuso da mura di circa 130 metri per 55. Sui tre lati occidentale, settentrionale e orientale si sviluppano delle gallerie porticate in cui si aprono sei porte che comunicano con l’esterno. Nelle gallerie sono esposte le travi e le assi del soffitto a cassettoni originario, in opera prima del restauro del secolo XIX.

### Interno
Originariamente l’interno dell’edificio era, ad eccezione della Qibla, un’unica sala ipostila di 19 navate, utilizzata come spazio per la preghiera. Oggi invece una parte dell’interno è occupata dalle cappelle perimetrali (tra cui quella di San Paolo, chiusa da cancellate del Cinquecento), dalla Cappella Reale (detta anche di San Ferdinando), dalla cappella di Villaviciosa (detta anche secondo mihrab) e dal nucleo cruciforme centrale.

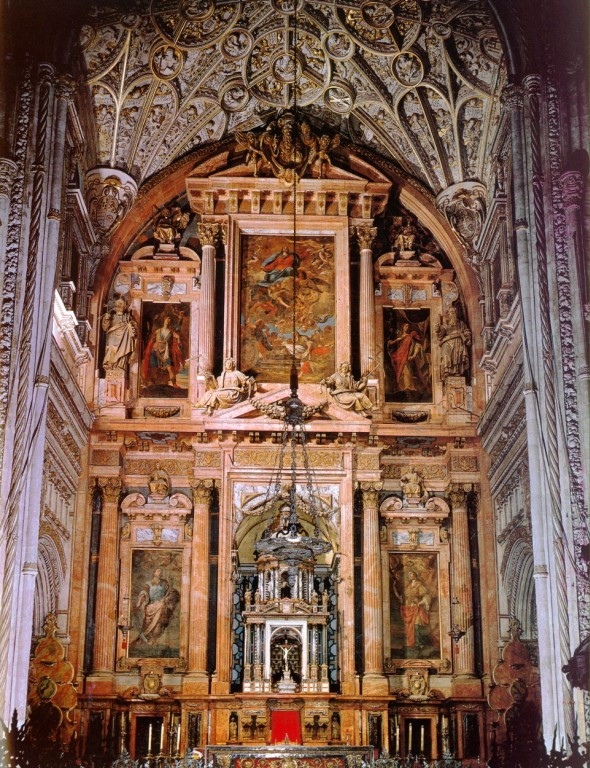
L'altare maggiore

#### Nucleo cruciforme
L'impianto basilicale è a croce latina immissa con cupola sulla crociera del transetto.
La costruzione della capilla Mayor, all'interno della quale si trova l'altare maggiore della cattedrale, iniziò nel 1547 e fu curata dalla famiglia di architetti Hernán Ruiz. Il progetto dell’altare maggiore (1618-1646) venne commissionato ad Alonso Matías che ne curò il disegno affidando l’opera all’architetto Sebastián Vidal e realizzato in marmo e bronzo. Il corpo principale è composto da tre strade delineate da quattro colonne con capitelli compositi e un ordine superiore in cui la parte centrale è più alta di quelle laterali e conclusa da un timpano arcuato interrotto con sculture al centro. Il tabernacolo, collocato nella nicchia centrale a tutto sesto dell’ordine inferiore, è affiancato dalle tele dei Santi Acisclo e Vittoria. Nel registro superiore, al centro è collocata la tela raffigurante l'Assunta affiancata dalle tele dei Santi Martiri Eulogio o Pelagio, Flora e Digna coronate dalle effigi della Giustizia e Speranza che reggono una ghirlanda, opere dello scultore Pedro Freile de Guevara, autore anche degli altri ornamenti scultorei dell’altare, tra i quali le Allegoria della Religione e dell'Abbondanza.
I dipinti, commissionati ad Antonio Palomino nel 1713, sostituiscono quelli originali di Vela Cobo e sono inseriti in cornici con timpani curvi spezzati.
Sotto l’episcopato di Francisco Reinoso, negli anni 1523-1539 l’architetto Juan de Ochoa concluse in stile manierista gli spazi del coro con volta a botte ribassata in cui sono raffigurati l'Assunta, Sant'Acisclo e Santa Vittoria e lunette con Davide, Salomone, Daniele e Samuele e le Virtù negli angoli; il transetto venne coperto da una cupola ovale su pennacchi decorati dai quattro Evangelisti, a cui si aggiungono le figure degli otto Padri della Chiesa e della Ss. Trinità.
Di fronte all’altare maggiore sono posizionati gli stalli in legno di mogano intagliato del coro realizzati a partire dal 14 marzo 1748 da Duque Cornejo e terminati nel 1753. La Cattedra Episcopale, sulla parete di fondo, occupa lo spazio di tre stalli ed è concepita come se fosse un altare strutturato in due corpi e tre strade: nel registro superiore è rappresentata l'Ascensione del Signore a grandezza naturale. Corona la struttura l'Arcangelo Raffaele. Al di sopra degli stalli laterali sono posizionati due monumentali organi rinascimentali.

#### Cappelle perimetrali

##### Cappelle addossate alla parete ovest
Da nord a sud:
- Cappella di Sant’Ambrogio. È una delle più antiche conservate nell’edificio e presenta una copertura di legno con alcuni resti del cassettone originale. Non si conosce il nome dell’artista che ha creato l’opera, ma la stessa è stata rinnovata da Juan Ruíz da Córdoba nel 1528. La cappella fu restaurata nel 1839 da Pedro María Villavicencio.
- Cappella di Sant’Agostino e Santa Eulalia di Mérida;
- Cappella di Nostra Signora della Neve e San Vincenzo Martire, anche conosciuta come cappella della Trasfigurazione;
- Cappella dei Santi Simone e Giuda;
- Cappella di Nostra Signora della Concezione o del Santissimo Sacramento;
- Cappella di Sant'Antonio Abate;
- Cappella della Trinità;
- Cappella di Sant'Acacio;
- Cappella di San Pietro e San Lorenzo.

##### Cappelle addossate alla parete sud
Da ovest a est:
- Cappella di San Bartolomeo
- Cappella dei Santi Filippo e Giacomo
- Cappella di Santa Teresa: voluta dal cardinale Salazar e realizzata in periodo barocco da Francisco Hurtado Izquierdo. Lo spazio ottagonale è coperto da una cupola il cui tamburo è aperto da finestre. Gli stucchi decorativi ripetono il motivo delle foglie d’acanto. Le pareti sono scandite da lesene e archi ciechi a tutto sesto che ospitano tele del pittore Antonio Palomino raffiguranti il Martirio di Sant’Acisclo e Santa Victoria, la Conquista di Còrdoba di Fernando III il Santo e l'Apparizione di San Raffaele a Padre Roelas. Sulla facciata d’ingresso in marmo rosso e nero è lo stemma del vescovo Pedro de Salazar, il cui sepolcro in marmo bianco e nero è collocato nell'arcata a sinistra dell'altare principale su cui è collocata la scultura di Santa Teresa di Gesù, opera di José de Mora, autore inoltre della serie di santi disposti tra gli archi della cappella. Al centro è collocata la Custodia processionale del Corpus Domini di Enrique de Arfe (1514-1518), all’interno di una magnifica teca ricca di decorazioni dorate e protetta da balaustra dorata. L’opera è strutturata su quattro corpi: la base è composta da scomparti creati da archi trilobati all’interno dei quali sono collocate diciotto scene inerenti alla Vita, alla Passione e alla Resurrezione di Cristo; quello successivo con funzione di ostensorio poggia su un basamento con volute e angeli ed è formato da un contrafforte cilindrico in vetro, da cui si innalzano le torri interne, le quali si raccordano con quelle esterne mediante archi rampanti; segue il corpo dedicato all'Assunta che si configura per mezzo di piccole torri collegate tra loro da sostegni di delfini cavalcati da figure angeliche e ospita la rappresentazione mariana realizzata dall’argentiere Bernabé Garcia de Los Reyes (1734-’35); l’ultimo ordine si presenta come una corona composta da ghirlande floreali da cui pendono sei campane; sulla sommità si erge la figura del Cristo in gloria. Nella Cappella sono inoltre esposte le sculture in argento rappresentanti l'Apparizione di Gesù alla Maddalena e l'Incontro di Gesù con la Samaritana, anonimi di scuola napoletana.
- Nell'adiacente "Cappella del Tesoro" sono collocati i Porta pace del Marchese di Comares, opera di Rodrigo de León del 1578-’81 in oro e argento dorato fuso e cesellato con applicazioni di smalti e pietre preziose: costituiti da una specie di tempio classico in cui le colonne scanalate su alti plinti sostengono architrave e timpano triangolare, nella nicchia a tutto sesto centrale è raffigurata in uno l'Assunzione della Vergine, nell’altro l'Incredulità di Santo Tomàs. Sono altresì arricchiti da rappresentazioni allegoriche delle Virtù con la Carità che troneggia sulla cuspide del timpano. Sempre in questo ambiente sono custodite una scultura in argento cesellato e sbalzato realizzata tra il 1680 ed il 1710 da anonimo italiano raffigurante San Sebastian e quella di San Rafael in argento e argento dorato, sbalzato, cesellato e policromo del 1768 di Damián de Castro.
- Cappella di Sant'Agnese;
- Cappella di San Clemente, che ospita il Museo di San Clemente;
- Cappella del Sagrario: è frutto dell’intervento degli architetti Hernán Ruiz I e III nell’ultimo quarto del XVI secolo. A pianta rettangolare, è divisa in tre navate e coperta da volta a vela. Sulle pareti sono presenti affreschi realizzati a partire dal 1583 dal pittore piemontese Cesare Arbasia: i Santi Martiri di Cordova sono disposti a gruppi di tre e accompagnati da iscrizioni sulla loro vita secondo dati raccolti da Ambrosio de Morales. Accanto a queste scene si sviluppa un repertorio di paesaggi, grottesche, angeli e simboli della Passione. Notevole è la composizione dell'Ultima Cena in alto, al centro dell'altare principale. Guillermo de Orta intagliò il Tabernacolo, collocato nel camerino con porte dipinte posto al centro dell'ordine inferiore dell'altare, mentre Alonso de Ribera si occupò della policromia; Hernando de Valencia realizzò la cancellata nel 1578.

##### Cappelle addossate alla parete est
Da nord a sud:
- Cappella di Sant'Antonio di Padova
- Cappella di San Marco, Sant’Anna e San Giovanni Battista
- Cappella di San Matteo e dell’Immacolata Concezione di Nostra Signora
- Cappella di San Giovanni Battista
- Cappella di Santa Marina, di San Matteo e del Battistero
- Cappella di San Nicola di Bari
- Cappella della Expectación, anche chiamata cappella di Nostra Signora della O
- Cappella dello Spirito Santo, anche chiamata cappella de los Simancas o cappella dei Vescovi
- Cappella della Concezione Antica, anche chiamata cappella del Rosario
- Cappella di San Giuseppe
- Cappella della Natività di Nostra Signora
- Cappella di Santa Maria Maddalena
- Sacrestia, che conserva una serie di oggetti sacri e liturgici, tra i quali un Crocefisso attribuito ad Alonso Cano e una grande custodia processionale del 1517 di Enrique de Arfe.[4]

##### Cappelle addossate alla parete nord
Da ovest a est:
- Cappella di Sant'Eulogio, anche chiamata cappella di San Michele;
- Cappella di Santo Stefano;
- Cappella di Nostra Signora del Dolore Maggiore, anche chiamata cappella di Santa Maria Maddalena;
- Cappella di Nostra Signora de la Antigua;
- Cappella di Sant’Andrea;
- Cappella dell'Epifania, anche chiamata cappella dei Re Magi;
- Cappella di Nostra Signora del Rosario;
- Cappella delle Anime Benedette del Purgatorio, anche chiamata cappella di Inca Garcilaso;
- Cappella de los Santos Varones, anche chiamata cappella del Santo Sepolcro;
- Cappella di Santa Francesca Romana e Sant'Orsola.